# Dubai Tour 2015
Die 2. Dubai Tour 2015 fand vom 4. bis zum 7. Februar 2015 in den Vereinigten Arabischen Emiraten statt. Dieses Rennen ist Teil der UCI Asia Tour 2015 und war dort in der Kategorie 2.HC eingestuft.

## Teilnehmende Mannschaften
| UCI WorldTeams Team Sky Astana Pro Team AG2R La Mondiale              | BMC Racing Team Etixx-Quick Step Lampre-Merida | Movistar Team Team Giant-Alpecin Tinkoff-Saxo |
| UCI Professional Continental Teams CCC Sprandi Polkowice Bardiani CSF | UnitedHealthcare Professional Cycling Team     | Team Novo Nordisk                             |
| UCI Continental Teams Skydive Dubai Pro Cycling Team                  |                                                |                                               |
| Nationalmannschaften Vereinigte Arabische Emirate                     |                                                |                                               |

## Etappen
| Etappe | Datum          | Strecke               | km  | Etappensieger  | Gesamtführender |
| ------ | -------------- | --------------------- | --- | -------------- | --------------- |
| 1      | Mi 04. Februar | Dubai – Dubai         | 145 | Mark Cavendish | Mark Cavendish  |
| 2      | Do 05. Februar | Dubai – Palm Jumeirah | 187 | Elia Viviani   | Mark Cavendish  |
| 3      | Fr 06. Februar | Dubai – Hatta         | 205 | John Degenkolb | John Degenkolb  |
| 4      | Sa 07. Februar | Dubai – Burj Khalifa  | 123 | Mark Cavendish | Mark Cavendish  |

## Wertungstrikots
| Etappe         | Etappensieger  | Gesamtwertung  | Punktewertung  | Sprintwertung      | Nachwuchswertung |
| -------------- | -------------- | -------------- | -------------- | ------------------ | ---------------- |
| 1              | Mark Cavendish | Mark Cavendish | Mark Cavendish | Ben Swift          | Paolo Simion     |
| 2              | Elia Viviani   | Mark Cavendish | Mark Cavendish | Davide Frattini    | Paolo Simion     |
| 3              | John Degenkolb | John Degenkolb | Mark Cavendish | Alessandro Bazzana | Michael Valgren  |
| 4              | Mark Cavendish | Mark Cavendish | Mark Cavendish | Alessandro Bazzana | Michael Valgren  |
| Wertungssieger | Wertungssieger | Mark Cavendish | Mark Cavendish | Alessandro Bazzana | Michael Valgren  |